# Tetramorium xuthum
Tetramorium xuthum är en myrart som beskrevs av Bolton 1980. Tetramorium xuthum ingår i släktet Tetramorium och familjen myror. Inga underarter finns listade i Catalogue of Life.